# Norwegische Sommer-Meisterschaften in der Nordischen Kombination 2018

Norwegischer Skiverbund

Die norwegischen Sommer-Meisterschaften in der Nordischen Kombination 2018 fanden am 16. August 2018 in Knyken statt. Während der Gundersen-Wettkampf der Männer über 10 Kilometer ausgetragen wurde, ging der Wettbewerb der Frauen nur über 5 Kilometer. Die Sprungläufe fanden auf der K-68-Schanze statt. Den Meistertitel gewannen Jarl Magnus Riiber und Gyda Westvold Hansen.

## Ergebnisse

### Gundersen (K 68 / 10 km)
Nachdem 36 Athleten am Springen teilgenommen haben, gingen letztlich nur 35 Sportler in die Wertung.
| Platz | Name                  | Verein          | Sprungpunkte | Rückstand |
| ----- | --------------------- | --------------- | ------------ | --------- |
| 01.   | Jarl Magnus Riiber    | IL Heming       | 134,0        |           |
| 02.   | Magnus Krog           | Høydalsmo IL    | 119,0        | +000.7    |
| 03.   | Truls Johansen        | Elverum Hopp    | 115,3        | +001.1    |
| 04.   | Leif Torbjørn Næsvold | Røykenhopp      | 117,3        | +001.3    |
| 05.   | Espen Andersen        | Lommedalen IL   | 117,0        | +001.7    |
| 06.   | Jens Lurås Oftebro    | IL Jardar       | 119,7        | +009.9    |
| 07.   | Espen Bjørnstad       | Byaasen Skiklub | 122,6        | +050.7    |
| 08.   | Jørgen Graabak        | Byåsen IL       | 110,8        | +1:06.2   |
| 09.   | Magnus Moan           | Byåsen IL       | 104,0        | +1:07.6   |
| 10.   | Emil Vilhelmsen       | Mosjøen IL      | 108,1        | +1:15.5   |

### Gundersen Frauen (K 68 / 5 km)
Nachdem sich Gyda Westvold Hansen mit einem Sprung auf 70,5 Metern absetzen konnte, wurde sie mit einem deutlichen Vorsprung Meisterin.
| Platz | Name                 | Verein                | Sprungpunkte | Rückstand |
| ----- | -------------------- | --------------------- | ------------ | --------- |
| 01.   | Gyda Westvold Hansen | IL Nansen             | 111,5        |           |
| 02.   | Hanna Midtsundstad   | Vaaler IL             | 086,1        | +047.5    |
| 03.   | Thea Minyan Bjørseth | Lensbygda Sportsklubb | 101,9        | +1:07.9   |
| 04.   | Marte Leinan Lund    | Tolga IL              | 086,2        | +1:14.4   |
| 05.   | Oda Leiråmo          | Bossmo og Ytteren IL  | 068,0        | +1:20.2   |
| 06.   | Ida Marie Hagen      | Haslum IL             | 069,9        | +1:46.3   |
| 07.   | Mille Moen Flatla    | Haslum IL             | 067,4        | +2:16.8   |